# Саид, Ариана
Ариана Саид (перс.: آریانا سعید; родилась 14 июля 1985, Кабул, ДРА) — афганская певица и телеведущая. Поёт на персидском и пушту языках и является одной из самых популярных афганских певиц, часто исполняя на концертах и фестивалях в Афганистане и за границей. Она также исполняла роль судьи в афганских телевизионных музыкальных шоу талантов «Афганская звезда» и «Голос Афганистана», транслирующихся по каналам TOLO и 1TV. Сразу после захвата Талибами власти в Афганистане бежала в США, в Лос-Анджелес.

## Ранние годы
Ариана Саид родилась 14 июля 1985 года в столице Афганистана, Кабуле в пуштунской семье, однако у матери родной язык — персидский. Её семья уехала из Афганистана, когда ей было восемь лет, чтобы жить в Пакистане до того, как переехали в Швейцарию. В настоящее время проживает в Лондоне, Англии вместе с своей семьёй. До достижения 12-летнего возраста, она поступила в музыкальную школу, где она исполняла в хоре. После этого она знала, кем хотела стать в будущем.

## Музыкальная карьера
Первый сингл Арианы, под названием MashAllah, вышел в 2008 году, но поворотный момент в её карьере произошёл после выхода её песни Afghan Pesarak в 2011 году. Эта песня сразу стала хитом, и она тоже. Многие попросили её об исполнении на концертах по всему миру. После этих успехов Ариана Саид решила вернуться в Афганистан, чтобы исполнять на концертах на своей родине. Там она выпустила новые песни, которые стали хитами. Она получила награду от Aryana Television Awards за наиболее лучшее видео к песне, снятый в Афганистане. В результате этого она стала телеведущей на самом популярном телеканале Афганистана.
В 2017 году она получила награду Afghan Icon, и была названа лучшей афганской исполнительницей 2017 года. Она также получила звание «Голоса Афганистана» и ещё несколько наград.

## Телевизионная карьера
Ариана Саид имела своё музыкальное шоу (Шаби Мусики — Ночь музыки) на основном развлекательном канале в Афганистане. Её шоу было очень популярное, однако после завершения съёмки первого сезона Ариана вернулась в Лондон. Вскоре после этого она стала судьей в музыкальном шоу талантов «Голос Афганистана» в 2013 году. Позже стала судьей в похожем шоу «Афганская звезда».

## Песни
- Bia Bia
- Mashallah
- Tark
- Afghan Pesarak
- Gule Seb cover
- Delam Tang Ast
- Ya Habibi
- Yallah Yallah cover
- Shab Shabe Mahtab
- Hairanam
- Jelwa
- Tu Baraym Moqadasi
- Tobah Tobah cover
- ShaKoko Jan cover
- Afghanistan Afghanistan
- ukhin
- Madar-e-Afghan
- Lahza Ha
- Anaram Anaram
- Qahraman
- Jashnay toot (qarsak)
- Bar ya Bar ya (Cricket Song)
- Yaar -e- bamyani
- Kamak Kamak
- Khurshid Farda
- Zan Astam
- Bi Aaghosh E Tu
- Sorkh Siya wa Sabz
- Kam Kamak
- HimmatKon
- Herat

## Личная жизнь
Племянница Арианы, Надия Надим, является датской футболисткой афганского происхождения, выступающей за итальянский клуб «Милан» и сборную Дании.
В 2018 году она обручилась с её менеджером, Хасибом Саидом.